# ボブ・ベルデン
ボブ・ベルデン（Bob Belden、1956年10月31日 - 2015年5月20日）は、アメリカ人のテナー・サックス奏者、アレンジャー、作曲家、バンド・リーダー、音楽プロデューサー。彼が作曲したジャズ・オーケストラによる演奏作品『ブラック・ダリア』でグラミー賞を受賞したことで知られる。ベルデンは、以前、ブルーノート・レーベルのディレクター部門の責任者を務めていた。
ブルーノートの研究者としても知られている。

## 経歴
イリノイ州エヴァンストンで生まれ、サウス・カロライナ州で育つ。ルー・マリーニ・シニア（有名なジャズ・サックス奏者、ルー・マリーニの父。ルー・マリーニは、バディ・リッチ・ビッグ・バンド、ブラッド・スウェット・アンド・ティアーズ、ブルース・ブラザーズ・バンドなどで有名）との重要な出会いを経て、サックスを学ぶ。
その後、ノース・テキサス大学に入学し、名高い「ワン・オクロック・ラボ・バンド」のメンバーとなる。
ノース・テキサス大学在学中に、ブルーノート・レコードのアルバム全てを含む、膨大な量のレコードを収集する。
1978年ノース・テキサス大学卒業後、ウディ・ハーマン楽団で活動。1981年から1985年にメル・ルイス・オーケストラと活動。1993年と1994年、マッコイ・タイナー・ビッグバンドのアルバム『The Turning Point』『Journey』でグラミー賞を受賞。プッチーニやプリンス、スティングなど、クラシックやポップスの曲をジャズにアレンジする作品に特色がある。
ベルデンは、ジャズの他にオペラやクラシックの現代音楽などに関して、音楽的な面と歴史的な面の両方で、百科辞典的知識を誇る。彼のこうした知識の豊かさは、マイルス・デイヴィスのコロムビア・レコード時代の録音を再発する仕事で具体的に活用されており、その結果としてグラミー賞も受賞している。
ジャズのレコーディングに関して、録音年月日、録音メンバー、録音の内容について非常に詳しいため、ベルデンは、今ではジャズの保存と記録を作成するのに、極めて有用で貴重な存在だとみなされている。
ベルデンの、アレンジャーそして作曲家としての作品からは、彼の非常に幅広い器用さをうかがい知ることができる。そして、ギル・エヴァンスやマリア・シュナイダーの作品と比較されることが多い。2008年には、マイルス・デイヴィスの作曲した曲に基づいて「インドからのマイルス」というワールド・フュージョン・ミュージックをアレンジし、プロデュースしている。そのレコードの中で、彼は、かつてマイルス・デイヴィス・バンドに在籍したミュージシャンと、インド人のミュージシャンとを共演させている。彼はこの路線の仕事を続け、2011年には「スペインのマイルス－新スケッチ・オヴ・スペイン」を製作している。
編曲家、作曲家、指揮者、そしてA&Rのディレクターとしての仕事に加えて、ベルデンは、著名なレコーディングで数多くのライナーノーツを書き、音楽界に貢献している。その一例として、ルイ・マリーニとマジック・シティ・ジャズ・オーケストラによる『ルーズ・ブルース』などが挙げられる。

## ディスコグラフィ

### リーダー・アルバム
- 『トレジャー・アイランド』 - Treasure Island (1990年、Sunnyside) ※ボブ・ベルデン・アンサンブル名義
- 『ロクサーヌ〜ザ・ミュージック・オブ・スティング』 - Straight to My Heart: The Music of Sting (1991年、Blue Note) ※ボブ・ベルデン・アンサンブル名義
- 『プッチーニ・ジャズ』 - Puccini's Turandot (1993年、Blue Note) ※ボブ・ベルデン&ブルーノート・オールスターズ名義
- 『パープル・レイン』 - When the Doves Cry: The Music of Prince (1994年、Metro Blue)
- 『プリンスジャズ』 - Princejazz (1994年、Somethin' Else) ※ボブ・ベルデンズ・マンハッタン・リズム・クラブ名義
- Bob Belden's Shades Of Blue (1996年、Blue Note)
- 『ストロベリー・フィールズ』 - Bob Belden Presents: Strawberry Fields (1996年、Blue Note)
- 『つづれおり』 - Tapestry – The Blue Note Cover Series (1997年、Blue Note)
- La Cigale (1998年、Sunnyside)
- 『ブラック・ダリア』 - Black Dahlia (2001年、Blue Note)
- Three Days of Rain (2006年、Sunnyside)

ティム・ヘイガンズ・アンド・アニメーション
- Re-Animation Live! (1999年、Blue Note)
- Animation - Imagination (1999年、Blue Note)
- Agemo (2011年、RareNoise)
- Asiento (2011年、RareNoise)
- Transparent Heart (2012年、RareNoise)
- Machine Language (2015年、RareNoise)

指揮
- マッコイ・タイナー・ビッグ・バンド : The Turning Point (1991年、Verve)
- マッコイ・タイナー・ビッグ・バンド : Journey (1993年、Verve)
- パキート・デリベラ : 100 Years of Latin Love Songs (1998年、Heads Up)

### その他
- New York City Horns : Incognito – Beneath the Surface (1996年、Talkin' Loud)
- ニコラス・ペイトン、サム・ヤヘル、ジョン・ハート、ビリー・ドラモンド : 『ミステリアス・ショーター』 - Mysterious Shorter (2006年、Chesky)